# Bode Miller
Samuel Bode Miller (pronunciado bô-di [boʊˈdiː]; Easton, 12 de outubro de 1977) é um esquiador alpino dos Estados Unidos seis vezes medalhista dos Jogos Olímpicos (1 ouro, 3 pratas e 2 bronze) e também cinco vezes medalhista do Campeonato Mundial (4 ouros e 1 prata).
Miller também é um dos cinco esquiadores que ganharam medalhas olímpicas em quatro disciplinas diferentes.

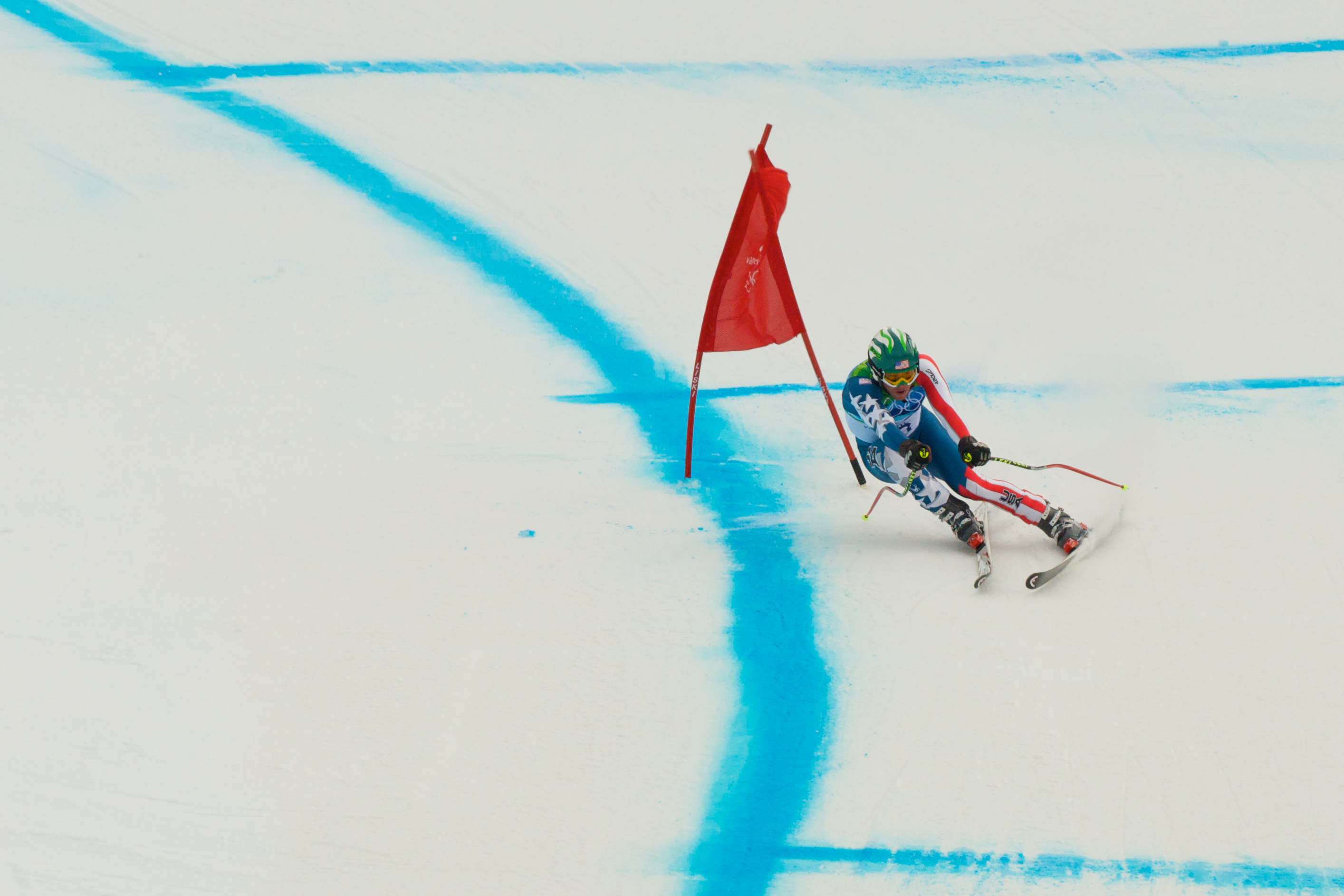
Miller no downhill nos Jogos Olímpicos de Inverno de 2010